# Madina Lake
Madina Lake is een Amerikaanse band uit Chicago.
De band is in 2005 ontstaan met de tweelingbroers Nathan Leone (zanger) en Matthew Leone (bassist), Mateo Camargo (gitarist) en Dan Torelli (drummer).

## Geschiedenis

### Vorming band en ep (2005-2006)
De tweeling Matthew en Nathan Leone zaten eerst in de band genaamd The Blank Theory, Dan en Mateo zaten in een band genaamd Refoma dat zich hervestigde in Chicago. Beide bands hadden dezelfde manager. Nathan en Matthew werden bevriend met Dan en Mateo, ze waren ontevreden met hun situaties en besloten om samen een band te vormen. Madina Lake speelde hun eerste show op 21 mei 2001 in Metro, Chicago IL.
De tweeling won in totaal $50.000, waarmee ze hun eerste ep konden financieren. The Disappearance of Adalia is uitgekomen op 22 augustus 2006.

### From Them, Through Us, to You  (2006-2008)
Na hun eerste ep sloten ze een contract af met Roadrunner Records. In april 2006 hebben ze hun eerste album opgenomen, dat op 27 maart 2007 is uitgebracht in de VS en op 24 september 2007 in Nederland. Het is geproduceerd en gemixt door Mark Trombino.

### Attics to Eden (2009-2010)
Hun tweede album is geproduceerd door David Bendeth en is uitgebracht op 5 mei 2009.

### The Dresden Codex (2010)
Op 30 juni 2010 kwam Matthew in het ziekenhuis terecht, nadat hij op straat een man had proberen te stoppen die zijn eigen vrouw sloeg. De man sloeg Matthew ook in elkaar en bezorgde hem onder andere een schedelbreuk en een gebroken kaak. The Smashing Pumpkins speelde een benefietshow in de Metro, Chicago IL, om de ziekenhuiskosten te betalen. Er werd 80.000 dollar opgehaald.

### World War III (2011-heden)
Madina Lake kreeg een contract bij Razor & Tie records (onderdeel van Sony) en de band bracht World War III uit op 13 september 2011 (10 oktober in Nederland). Dit album is de derde en laatste deel van de triology. Het album is geproduceerd door Mateo Camargo. Het nummer Imagineer is geproduceerd en geschreven door frontman Billy Corgan van The Smashing Pumpkins.

## Discografie

### Ep
- The Disappearance of Adalia (2006)
- The Dresden Codex (2010)

### Albums
- From Them, Through Us, to You (2007)
- Attics to Eden (2009)
- World War III (2011)